# Impatiens leptoceras
Impatiens leptoceras är en balsaminväxtart som beskrevs av Dc. Impatiens leptoceras ingår i släktet balsaminer, och familjen balsaminväxter. Inga underarter finns listade i Catalogue of Life.